# Robin Croker
Robin Croker (ur. 10 maja 1954 w Melbourne w Australii) – brytyjski kolarz torowy i szosowy, brązowy medalista olimpijski.

## Kariera
Największy sukces Robin Croker osiągnął w 1976 roku, kiedy wspólnie z Ianem Hallamem, Ianem Banburym i Mickiem Bennettem zdobył brązowy medal w drużynowym wyścigu na dochodzenie podczas igrzysk olimpijskich w Montrealu. Był to jedyny medal wywalczony przez Crokera na międzynarodowej imprezie tej rangi oraz jego jedyny start olimpijski. Startował również w wyścigach szosowych, w których jego największym osiągnięciem był zwycięstwo w kryterium w Bedford w 1977 roku. Nigdy nie zdobył medalu na szosowych ani torowych mistrzostwach świata.